# Arlene Howell
Arlene Howell (née Eurlyne Howell, le 26 octobre 1939) est une actrice de télévision et une reine de beauté américaine, couronnée Miss Louisiane USA 1958 puis miss USA 1958.

## Source de la traduction
- (en) Cet article est partiellement ou en totalité issu de l’article de Wikipédia en anglais intitulé « Arlene Howell » (voir la liste des auteurs).